# John Guidetti
John Alberto Guidetti (ur. 15 kwietnia 1992 w Sztokholmie) – szwedzki piłkarz pochodzenia włoskiego i brazylijskiego, występujący na pozycji napastnika w AIK. W latach 2012-2020 reprezentant Szwecji. Uczestnik Mistrzostw Świata 2018, a także Mistrzostw Europy 2016.

## Kariera klubowa
Karierę piłkarską Guidetti rozpoczął w klubie IF Brommapojkarna. W 2008 roku zadebiutował w nim w drugiej lidze szwedzkiej. W kwietniu 2008 podpisał kontrakt z angielskim Manchesterem City. Do 2010 roku grał w młodzieżowej drużynie Manchesteru do lat 18.
W 2010 roku Guidetti wrócił do Brommapojkarny, do której został wypożyczony. Strzelił w niej 3 gole w 8 rozegranych spotkaniach pierwszej ligi szwedzkiej. W listopadzie 2010 ponownie trafił na wypożyczenie, tym razem do klubu Football League Championship, Burnley. W styczniu 2011 wrócił do Manchesteru.
Latem 2011 roku Guidetti został wypożyczony do holenderskiego Feyenoordu. W Eredivisie zadebiutował 11 września 2011 w zwycięskim 3:1 wyjazdowym meczu z NAC Breda. W debiucie zdobył gola. Łącznie strzelił ich 20 w sezonie 2011/2012.
W 2012 roku Guidetti wrócił do Manchesteru City. W styczniu 2014 wypożyczono go do Stoke City.
| Sezon   | Klub                     | Kraj      | Rozgrywki               | Mecze | Bramki |
| ------- | ------------------------ | --------- | ----------------------- | ----- | ------ |
| 2008    | IF Brommapojkarna        | Szwecja   | Superettan              | 2     | 0      |
| 2008/09 | Manchester City          | Anglia    | Premier League          | 0     | 0      |
| 2009/10 | Manchester City          | Anglia    | Premier League          | 0     | 0      |
| 2010    | IF Brommapojkarna (wyp.) | Szwecja   | Allsvenskan             | 8     | 3      |
| 2010/11 | Manchester City          | Anglia    | Premier League          | 0     | 0      |
| 2010/11 | Burnley (wyp.)           | Anglia    | Championship            | 5     | 1      |
| 2011/12 | Feyenoord (wyp.)         | Holandia  | Eredivisie              | 23    | 20     |
| 2012/13 | Manchester City          | Anglia    | Premier League          | 0     | 0      |
| 2013/14 | Manchester City          | Anglia    | Premier League          | 0     | 0      |
| 2013/14 | Stoke City (wyp.)        | Anglia    | Premier League          | 6     | 0      |
| 2014/15 | Celtic F.C. (wyp.)       | Szkocja   | Scottish Premier League | 24    | 8      |
| 2015/16 | Celta Vigo               | Hiszpania | Primera División        | 33    | 7      |
| 2016/17 | Celta Vigo               | Hiszpania | Primera División        | 23    | 4      |
| 2017/18 | Celta Vigo               | Hiszpania | Primera División        | 9     | 0      |
| 2017/18 | Deportivo Alavés         | Hiszpania | Primera División        | 17    | 3      |
| 2018/19 | Deportivo Alavés         | Hiszpania | Primera División        | 22    | 2      |

Aktualizacja: 20 maja 2019

## Kariera reprezentacyjna
W swojej karierze Guidetti występował w młodzieżowych reprezentacjach Szwecji: reprezentacji U-17, U-19 i U-21. W dorosłej reprezentacji zadebiutował 29 lutego 2012 w wygranym 3:1 towarzyskim meczu z Chorwacją. W 46. minucie meczu zmienił Johana Elmandera, a w 47. minucie zaliczył asystę przy golu Sebastiana Larssona.

## Sukcesy

### Indywidualne
- Król strzelców Pucharu Króla: 2015/2016 (5 goli)[a]